# Keyser (Wirginia Zachodnia)
Keyser – miasto w Stanach Zjednoczonych, w stanie Wirginia Zachodnia, siedziba administracyjna hrabstwa Mineral.